# Peregrinantes

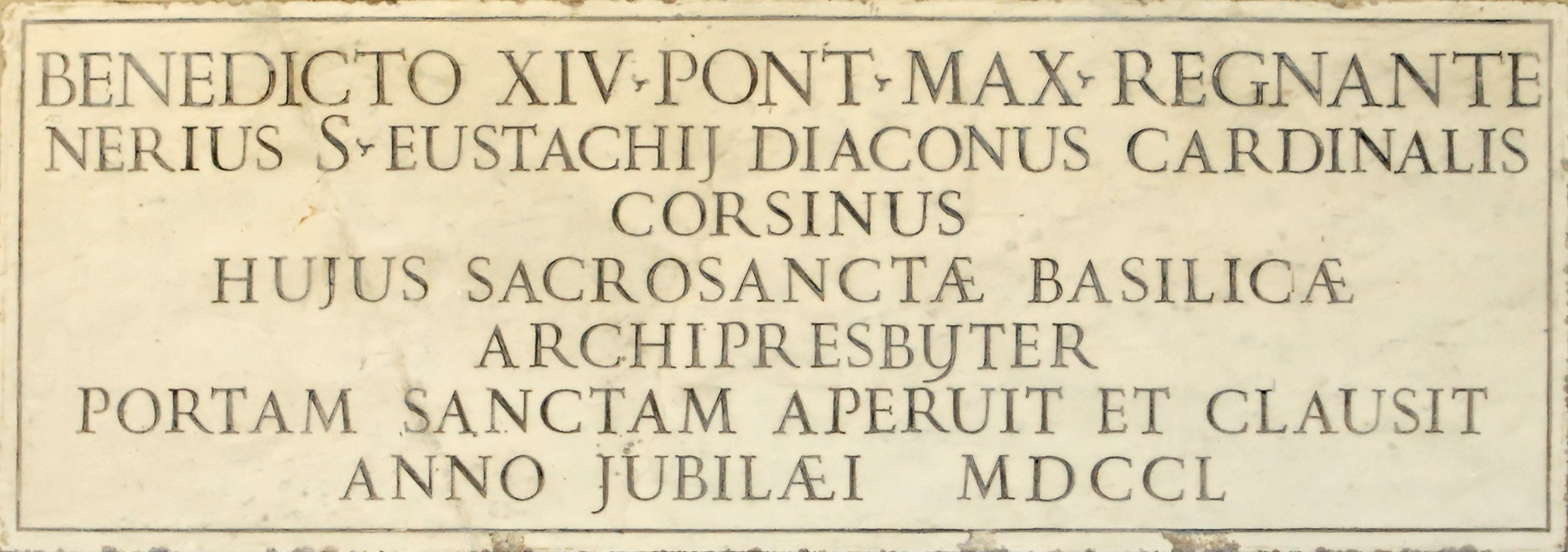
Erinnerungstafel am Lateran

Mit der Enzyklika Peregrinantes (deutsch Pilger) vom 5. Mai 1749 gab Papst Benedikt XIV. bekannt, dass er für die römisch-katholische Kirche das Jahr 1750 zum Heiligen Jahr erklärt.

## Verkündung eines Jubeljahres
In dieser Bekanntmachung geht er zunächst auf die Gläubigen ein, die als „Pilger“ und Sucher unterwegs seien und sich mitunter in gewisse Irren verlaufen hätten. Deshalb sollen sie zur Umkehr bewegt werden, sie sollen nicht bestraft und gegeißelt werden. Die Kirche biete deshalb Buße, Nachsicht und Vergebung an und gewähre zu allen Zeiten einen großen Ablass. Aus diesem Grund werde er, so schreibt er, die alte Tradition fortsetzen und das Jahr 1750 zum „Heiligen Jahr in der Ewigen Stadt Rom“ erklären. Dieses Heilige Jahr solle ein Jahr der Erneuerung, Buße, Versöhnung und Gnade werden, es soll von Christi Geburt an ein ganzes Jahr geführt werden.
Benedikt XIV. legt die Durchführungsbestimmungen und liturgischen Regeln fest, er führt die Basiliken Roms (Petersdom, San Giovanni in Laterano und Santa Maria Maggiore) auf, in denen der vollständige Ablass gewährt wird. Die Gläubigen bittet er als unerschrockene „Soldaten des Glaubens“ nach Rom zu pilgern, während er die weltlichen Herrscher auffordert, die Pilger materiell und finanziell zu unterstützen.

## Vorbereitung zum Jubeljahr
Anlässlich der Vorbereitungen veröffentlichte Benedikt XIV. am 26. Juni 1749 eine Apostolische Konstitution, in der er in einem historischen Rückblick die Entwicklung von Wallfahrten reflektiert und mehrere Ausführungsbestimmungen darlegt, sowie Anordnungen trifft.